# Anders Sandrew

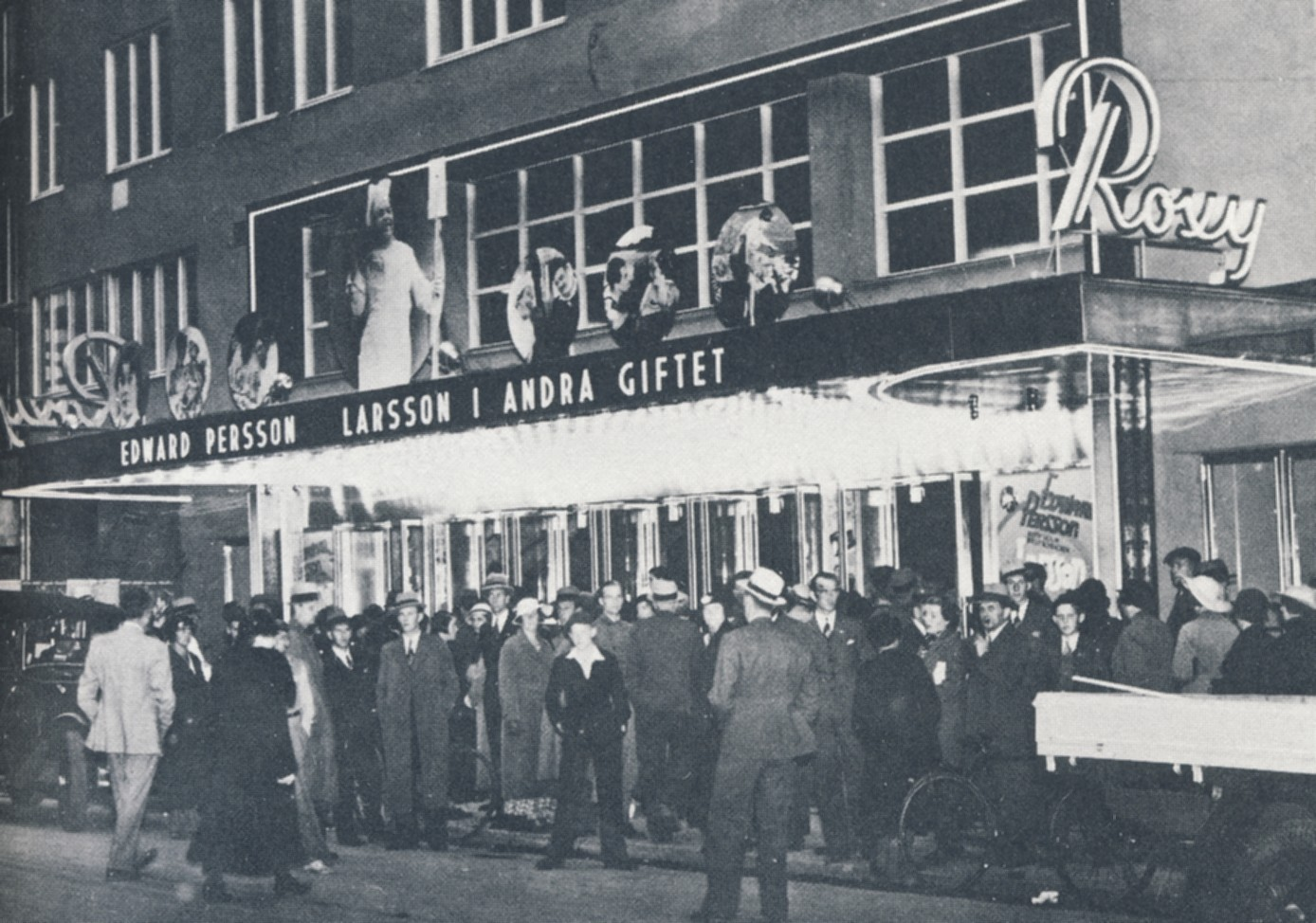
Invigningen av biograf Roxy 1935 med Edvard Persson-filmen "Larsson i andra giftet", regisserad av Schamyl Bauman, producerad av Europafilm.

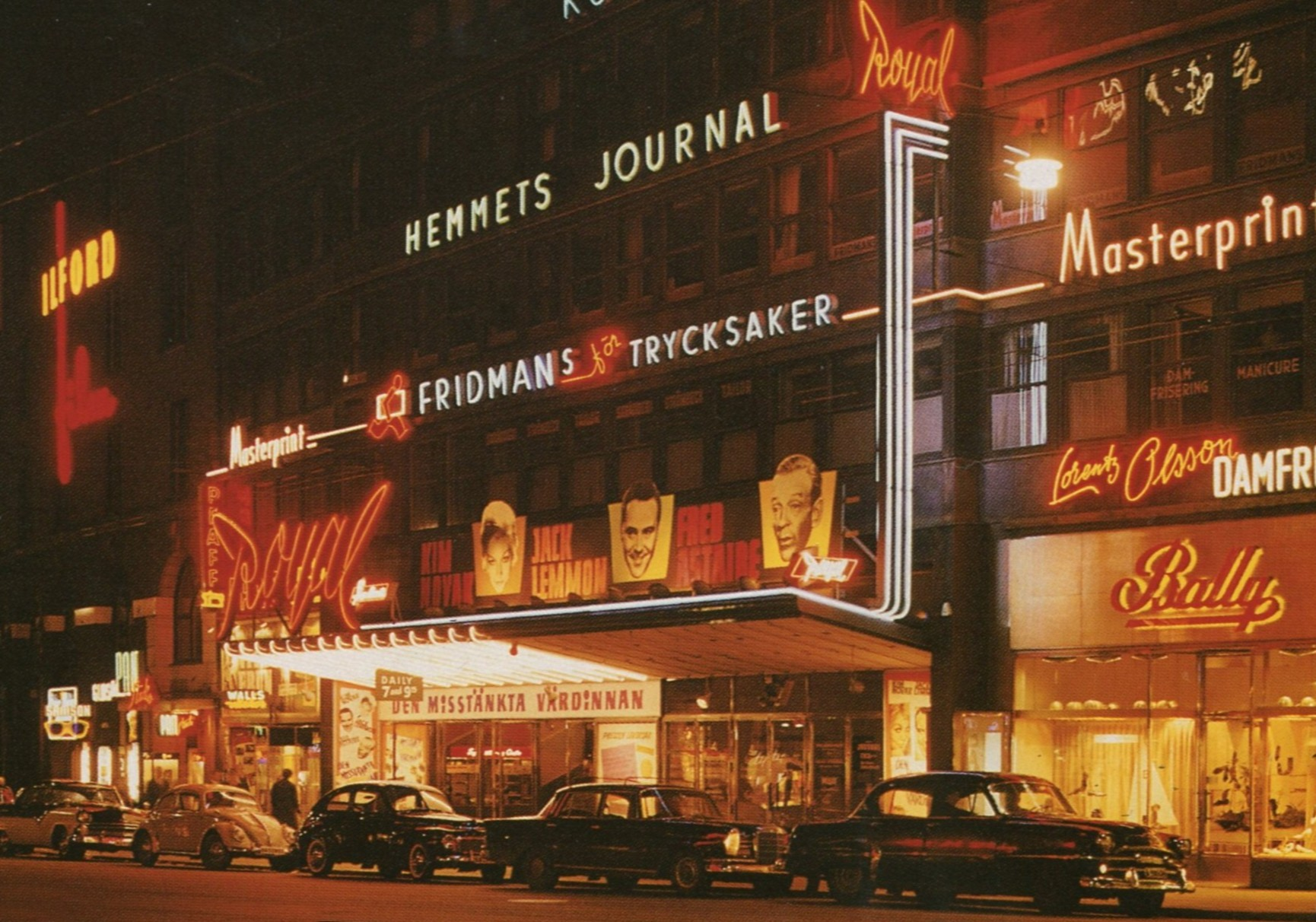
Premiärbiografen Royal på Kungsgatan, foto 1962.

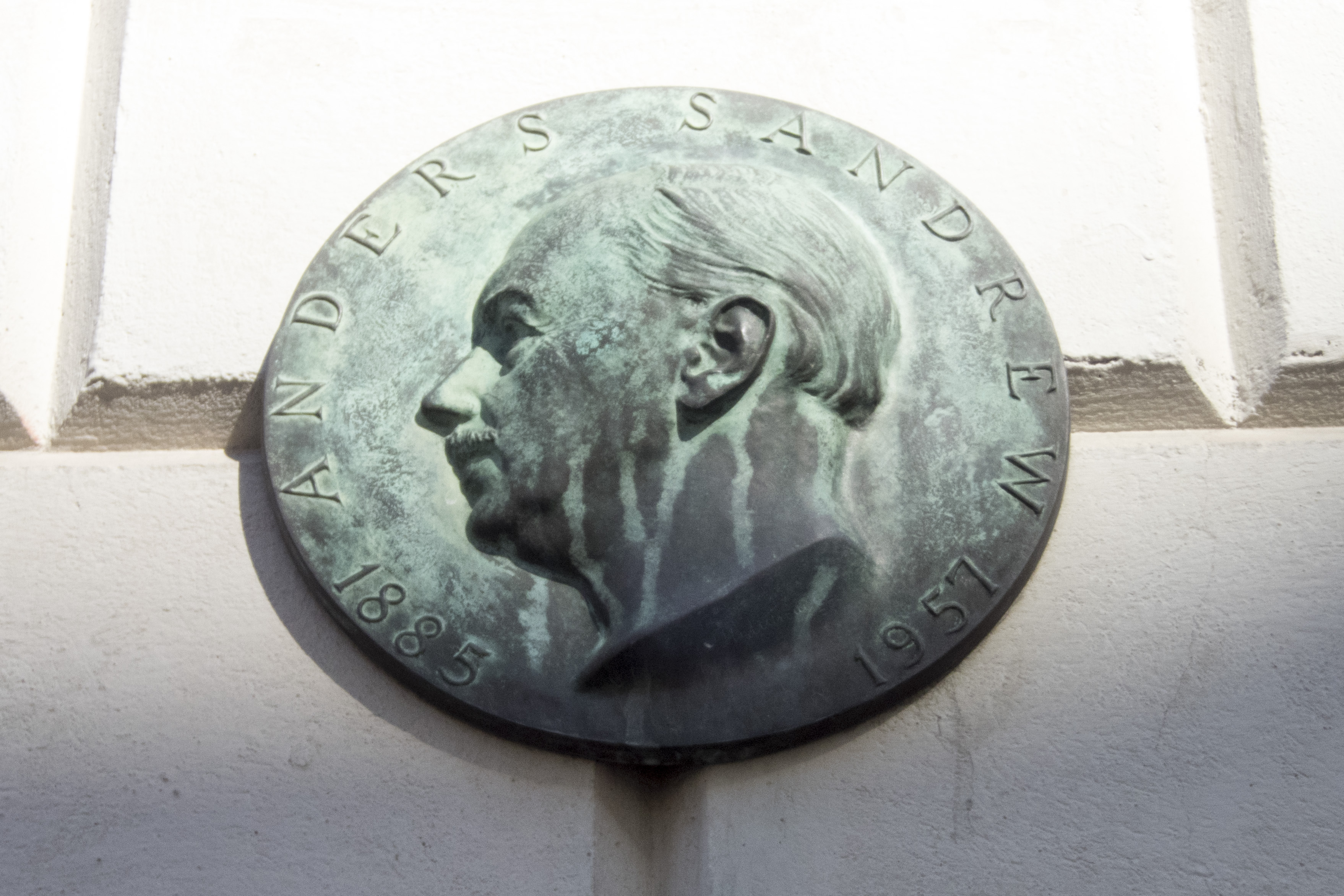
Anders Sandrews relief på Kommendörsgatan 37

Anders Andersson Sandrew, född 13 mars 1885 i Vendel, Uppsala län, död 12 oktober 1957 i Stockholm, var grundare av film- och teaterkoncernen Sandrews. Bondsonen Andersson var på 1940- och 50-talen Skandinaviens störste enskilde företagare inom nöjesbranschen.

## Anders Sandrews film- och teaterverksamhet
Anders Andersson var son till ett lantbrukarpar i Uppland. I tonåren flyttade han till Stockholm där hans bror redan bosatt sig. När Anders tillsammans med brodern Gustav år 1901 köpte en livsmedelsbutik på Kommendörsgatan 37 på Östermalm i Stockholm visade det sig att det redan fanns en firma inregistrerad med namnet "Andersson & Andersson" varför Anders sökte efter ett alternativt namn. På en hylla i affären hittade han en flaska portvin med namnet Sandrew Port. Anders tog då namnet Sandrew, och bröderna registrerade firman "Andersson & Sandrew" för sin butik.
Livsmedelsbutiken blev en lysande affär, efter drygt ett decennium hade årsomsättningen tiodubblats och vid mitten av 1920-talet började Sandrew placera vinsten i fastigheter. 1925 köpte han en fastighet i hörnet av S:t Eriksgatan och Fleminggatan på Kungsholmen där han öppnade sin första biograf – Metropol. Vid mitten av 1930-talet ägde han en kedja med 16 biografer i Stockholm. Till kedjan hörde bland annat premiärbiograferna Astoria, Royal, Victoria och Biografen Olympia, 2001 omdöpt till Biografen Sture.
För att garantera filmer till biograferna inledde han ett samarbete med Europafilm där han betalade förskott på svenska filmer i produktion.  Det gav honom bland annat visningsrätten till de populära Edvard Persson-filmerna. Sandrew blev än mer delaktig i filmproduktion när han 1938 bildade ett bolag med regissören Schamyl Bauman och dessutom gick in som delägare i Lorens Marmstedts Terrafilm. Biografrörelsen ombildades 1937 till Sandrew-biograferna AB och samma år övertog Sandrew det konkursdrabbade bolaget Irefilms inspelningsateljé.
Anders Sandrew, som var en flitig teaterbesökare, inledde 1937 en egen teaterverksamhet. Han lät sätta upp sommarvarietéer på biografen Royal och 1941 köpte han och byggde om biografen Castor till Scalateatern för att uppföra revyer och musikaler. 1942 skaffade han Södra Teatern vid Mosebacke torg, som också blev en revyteater, och 1947 övertog han Oscarsteatern – hans käraste och mest prestigefyllda teaterprojekt som till stora delar var en förlustaffär. Om Oscars sa Anders Sandrew: ”Andra affärsmän som tjänar pengar håller sig med lustjakter, kapplöpningshästar, ja till och med älskarinnor. Jag gör ingenting av allt det där. Jag håller mig med Oscars”. 1966 övertog Sandrews Film & Teater Intima Teatern vid Odenplan i Stockholm.
I början av 1940-talet utvidgade Sandrews sin biografkedja väsentligt genom att bli delägare av Royal Film som hade biografer i landsorten. 1948 övertog Sandrew Centrumateljéerna för filmproduktion och köpte tillsammans med Europafilm filmlaboratoriet AB Film Labor. Under 1940- och 50-talen gjorde Sandrews omkring 10-15 filmer per år.
Vid denna tid var Anders Sandrew Skandinaviens störste företagare inom nöjesbranschen. Han ägde biografer, ateljéer, produktionsbolag, ett filmlaboratorium, teatrar och även restauranger.
Anders Sandrew blev kommendör av Vasaorden 1957. Han avled senare samma år och hans nöjesimperium övergick till Anders Sandrews stiftelse. Se vidare artikeln Sandrew Film & Teater AB. Sandrew är begravd på Norra begravningsplatsen i Stockholm. 